# Anacampsini
Az Anacampsini a valódi lepkék (Glossata) alrendjébe tartozó sarlós ajkú molyfélék (Gelechiidea) családjának névadó, sarlós ajkú molyformák (Gelechiinae) alcsaládjának egyik nemzetsége. Fajainak többségét magyarul ilyen-olyan övesmolynak nevezzük.

## Származása, elterjedése
Nemei közül kilencnek Európában is élnek fajai; közülük hétnek Magyarországon is.

## Magyarországi fajai
- Anacampsis nem (Curtis, 1827) öt hazai fajjal:
  - nyírsodró sarlósmoly (Anacampsis blattariella, A. betulinella Hb., 1796) — Magyarországon sokfelé előfordul (Horváth, 1997; Fazekas, 2001; Pastorális, 2011);
  - feketesávos sarlósmoly (Anacampsis obscurella, A. subsequella Denis & Schiffermüller, 1775) — Magyarországon többfelé előfordul (Pastorális, 2011; Pastorális & Szeőke, 2011););
  - nyárlevél-sarlósmoly (Anacampsis populella Clerck, 1759) — Magyarországon közönséges (Horváth, 1997; Fazekas, 2001; Buschmann, 2003; Pastorális, 2011; Pastorális & Szeőke, 2011););
  - napvirág-sarlósmoly (Anacampsis scintillella Fischer von Röslerstamm, 1841) — Magyarországon sokfelé előfordul (Pastorális, 2011; Pastorális & Szeőke, 2011););
  - tölgysodró sarlósmoly (Anacampsis timidella, A. disquei, A. quercella Wocke, 1887) — Magyarországon szórványos (Fazekas, 2001; Buschmann, 2003; Pastorális, 2011; Pastorális & Szeőke, 2011);)
- Aproaerema nem (Durrant, 1897) egyetlen hazai fajjal:
  - nyúlhere-övesmoly (Aproaerema anthyllidella Hb., 1813) — Magyarországon közönséges (Fazekas, 2001; Pastorális, 2011; Pastorális & Szeőke, 2011););
- Crossobela nem (Meyrick, 1923) egyetlen hazai fajjal:
  - sárgaviolamoly (Crossobela trinotella Herrich-Schäffer, 1856) — Magyarországon közönséges (Fazekas, 2001; Pastorális, 2011; Pastorális & Szeőke, 2011););
- Iwaruna nem (Gozmány, 1957) egyetlen hazai fajjal:
  - osztrák sarlósmoly (Iwaruna klimeschi Wolff, 1958) — Magyarországon szórványos (Pastorális, 2011; Pastorális & Szeőke, 2011);)
- Mesophleps nem (Hb., 1825) egyetlen hazai fajjal:
  - tetemtoldó-sarlósmoly (Mesophleps silacella Hb., 1796) — Magyarországon közönséges (Fazekas, 2001; Buschmann, 2003; Pastorális, 2011; Pastorális & Szeőke, 2011););
- Stomopteryx nem (Heinemann, 1870) három hazai fajjal:
  - karszterdei övesmoly (Stomopteryx detersella Zeller, 1847) — Magyarországon többfelé előfordul (Pastorális, 2011; Pastorális & Szeőke, 2011);
  - pannon övesmoly (Stomopteryx hungaricella Gozmány, 1957) — Magyarországon többfelé előfordul (Pastorális, 2011; Pastorális & Szeőke, 2011);
  - ibolyafényű övesmoly (Stomopteryx remissella Zeller, 1847) — Magyarországon szórványos (Pastorális, 2011)
- Syncopacma nem (Meyrick, 1925) tizennégy hazai fajjal:
  - fehér fejű övesmoly (Syncopacma albifrontella Heinemann, 1870) — Magyarországon szórványos (Fazekas, 2001; Pastorális, 2011)
  - csüdfű-övesmoly (Syncopacma azosterella Herrich-Schäffer, 1854) — Magyarországon szórványos (Pastorális, 2011; Pastorális & Szeőke, 2011);)
  - seprőzanót-övesmoly (Syncopacma captivella, S. sarothamnella Herrich-Schäffer, 1854) — Magyarországon szórványos (Fazekas, 2001; Pastorális, 2011; Pastorális & Szeőke, 2011);
  - ferdesávú övesmoly (Syncopacma cinctella, S. vorticella Clerck, 1759) — Magyarországon közönséges (Fazekas, 2001; Buschmann, 2003; Pastorális, 2011; Pastorális & Szeőke, 2011);
  - rekettye-övesmoly (Syncopacma cincticulella Bruand, 1850) — Magyarországon többfelé előfordul (Pastorális, 2011; Pastorális & Szeőke, 2011););
  - koronafürt-övesmoly (Syncopacma coronillella Treitschke, 1833) — Magyarországon közönséges (Fazekas, 2001; Pastorális, 2011);
  - magyar övesmoly (Syncopacma linella, S. schoenmanni Chrétien, 1904) — Magyarországon szórványos (Pastorális, 2011)
  - sárgacsíkos övesmoly (Syncopacma ochrofasciella Toll, 1936) — Magyarországon szórványos (Fazekas, 2001; Pastorális, 2011)
  - sárgapettyes övesmoly (Syncopacma patruella Mann, 1857) — Magyarországon sokfelé előfordul (Pastorális, 2011; Pastorális & Szeőke, 2011););
  - kereprágó övesmoly (Syncopacma sangiella Stainton, 1863) — Magyarországon többfelé előfordul (Pastorális, 2011);
  - selymesrekettye-övesmoly (Syncopacma suecicella Wolff, 1958) — Magyarországon szórványos (Pastorális, 2011; Pastorális & Szeőke, 2011);)
  - fonáksávú övesmoly (Syncopacma taeniolella Zeller, 1839) — Magyarországon közönséges (Fazekas, 2001; Buschmann, 2003; Pastorális, 2011; Pastorális & Szeőke, 2011););
  - angol övesmoly (Syncopacma vinella, S. biguttella, Lixodessa biguttella Bankes, 1898) — Magyarországon többfelé előfordul (Fazekas, 2001; Pastorális, 2011; Pastorális & Szeőke, 2011););
  - kerep-övesmoly (Syncopacma wormiella Wolff, 1958) — Magyarországon szórványos (Pastorális, 2011);
  - Syncopacma albipalpella (Anacampsis albipalpella Herrich-Schäffer, 1854) — Fazekas (2001) szerint Somogy megyében előfordult; Szabóky et al., 2002 ezt téves határozásnak minősítette.[4]